# Volby do Evropského parlamentu na Slovensku 2019
Volby do Evropského parlamentu 2019 se na Slovensku uskutečnily v sobotu 25. května v rámci celoevropských voleb do Evropského parlamentu. Nově zvolený Evropský parlament měl v 9. volebním období (2019–2024) celkem 705 křesel, Slovensko v něm mělo 14 zástupců, což je o jednoho více než v předchozím parlamentním cyklu. Volební účast byla 22,74 %.

## Předchozí volby
| Politický subjekt, koalice | Politický subjekt, koalice                                                | Politická skupina EP | Evropská strana | Volební výsledek EP 2014 | Počet mandátů 2014 – 2019 |
| -------------------------- | ------------------------------------------------------------------------- | -------------------- | --------------- | ------------------------ | ------------------------- |
|                            | SMER - sociálna demokracia                                                | S&D                  | PES             | 24,09%                   | 4                         |
|                            | Kresťanskodemokratické hnutie                                             | EPP                  | EPP             | 13,21%                   | 2                         |
|                            | Slovenská demokratická a kresťanská únia – Demokratická strana            | EPP                  | EPP             | 7,75%                    | 2                         |
|                            | OBYČAJNÍ ĽUDIA a nezávislé osobnosti                                      | ECR                  | —               | 7,46%                    | 1                         |
|                            | NOVA — Konzervatívni demokrati Slovenska — Občianska konzervatívna strana | ECR                  | ACRE            | 6,83%                    | 1                         |
|                            | Sloboda a Solidarita                                                      | ECR                  | ACRE            | 6,66%                    | 1                         |
|                            | Strana maďarskej koalície - Magyar Koalíció Pártja                        | EPP                  | EPP             | 6,53%                    | 1                         |
|                            | MOST-HÍD                                                                  | EPP                  | EPP             | 5,83%                    | 1                         |

## Kandidující subjekty
Ve volbách kandiduje celkem 31 politických stran, hnutí a koalice:
1. SMER – sociálna demokracia
2. Kresťanská demokracia – Život a prosperita
3. Kotleba – Ľudová strana Naše Slovensko
4. Korektúra – Andrej Hryc
5. Slovenská národná strana
6. SME RODINA - Boris Kollár
7. OBYČAJNÍ ĽUDIA a nezávislé osobnosti
8. Starostovia a nezávislí kandidáti
9. Strana práce
10. Strana tolerancie a spolunažívania
11. Hlas ľudu
12. Maďarská kresťanskodemokratická aliancia – Magyar Kereszténydemokrata Szövetség
13. Doprava
14. Kresťanskodemokratické hnutie
15. Strana zelených Slovenska
16. Most-Híd
17. Priama demokracia
18. Strana rómskej koalície – SRK
19. Slovenská konzervatívna strana
20. Slovenská národná jednota – strana vlastencov
21. Strana maďarskej komunity – Magyar Közösség Pártja
22. Doma dobre
23. Koalice Komunistická strana Slovenska a VZDOR – strana práce
24. Európska demokratická strana
25. Sloboda a Solidarita
26. Slovenská ľudová strana Andreja Hlinku
27. NAJ – Nezávislosť a Jednota
28. Kresťanská únia
29. Koalice Progresívne Slovensko a SPOLU – občianska demokracia
30. Demokratická strana
31. Národná koalícia/Nezávislí kandidáti

## Výsledky

Výsledky podle okresů

Následující tabulka ukazuje strany, které překročily hranici 5%:
| Politická strana                     | Frakce v EP | Hlasy   | %     | +/-       | Mandáty | +/-       |
| ------------------------------------ | ----------- | ------- | ----- | --------- | ------- | --------- |
| Progresívne Slovensko SPOLU          | ALDE EPP    | 198,255 | 20,11 | nová nová | 2 2     | nová nová |
| SMER - sociálna demokracia (SMER)    | PES         | 154,996 | 15,72 | -8,37     | 3       | -1        |
| Ľudová strana Naše Slovensko         | APF         | 118,995 | 12,07 | +10,34    | 2       | +2        |
| Kresťanskodemokratické hnutie        | EPP         | 95,588  | 9,69  | -3,52     | 2       | 0         |
| Sloboda a Solidarita                 | ECR         | 94,839  | 9,62  | +2,96     | 2       | +1        |
| OBYČAJNÍ ĽUDIA a nezávislé osobnosti | EPP         | 51,834  | 5,25  | -2,39     | 1       | 0         |